# All Summer Long (píseň, Kid Rock)
„All Summer Long“ je píseň amerického zpěváka Kid Rocka. Byla vydána v roce 2008 jako třetí singl z jeho devátého studiového alba Rock n Roll Jesus. Základem skladby je píseň „Werewolves of London“ od Warrena Zevon a „Sweet Home Alabama“ od skupiny Lynyrd Skynyrd a s nápadem na mashup přišel Mike E. Clark. Skladba dosáhla prvního místa v žebříčcích v osmi zemích Evropy a v Austrálii, včetně Spojeného království a dostala se také do country rádia, což je jeho první top-ten country hit. Skladba byla také nazpívána rapperem Lilom Waynem v roce 2008 během MTV Music Awards.